# Градска општина Сурчин
Општина Сурчин је седамнаеста градска општина Града Београда. Налази се у југоисточном Срему. Формирана је 2004. издвајањем из Општине Земун на површини од 28.485 хектара живи 45.452 становника.
Просторије градске општине Сурчин су измештене у просторије Дома културе након избора 2012. године.
Председник општине Сурчин је Стеван Шуша.
На територији општине се налази аеродром „Никола Тесла“ Београд.
Општина Сурчин се налази југозападно од Београда и обухвата површину од 288 km² . Састоји се од седам насеља (катастарских општина) у којима према попису из 2011. живи 42.012 становника. Општина Сурчин је најмлађа од укупно 17 општина Града Београда. Границе општине Сурчин према суседним општинама Града Београда (Нови Београд, Земун и Чукарица), као и према општинама Пећинци и Обреновац, чине спољашње границе катастарских општина Сурчин, Добановци, Петровчић, Прогар, Бољевци и Јаково. Пољопривредно земљиште обухвата територију од две трећине укупне површине општине (198,16 km²). На територији општине Сурчин, већинско становништво је српске националности док су значајније присутни Словаци, Роми и Хрвати.
Сурчинска општина има изузетно повољан саобраћајни положај, што свакако представља један од највећих развојних потенцијала општине у будућности. Налази се на јужном ободу Панонске низије уз реку Саву, као пловним путем који омогућава везу са реком Дунав као европским коридором 7. Друмски саобраћај је одређен друмским коридорима (ауто-путевима) граница Хрватске – Београд (Добановци), и ауто-пута Е-75 деоница Београд – Ниш. Најважнији објекат саобраћајне и социо-економске инфраструктуре на територији општине је свакако међународни аеродром „Никола Тесла“.
Општина располаже природним лепотама, а главни потенцијал општине чине река Сава, са својим природним лепотама којом је могућа пловидба на целом потезу (46 km), затим јавно заштићено природно добро Бојчинска шума као излетиште са бројним садржајима ( рекреативне стазе, јахање, летња позорница - на којој се одржава Бојчинско културно лето, као и манастир Фенек из XV века који припада групи фрушкогорских манастира. Ту су шуме ( Церова греда, Гибавац, Црни луг, Зидине, Добановачки забран), ловишта (Забран и Црни луг) као и рибњаци Бечменска бара и Живача. Поред наутичког села у Бољевцима налази се и Стајкова етно кућа, која хронолошки приказује два и по века суживота Срба и Словака на овим просторима. Градским саобраћајним превозом, линијама 601, 604, 605 и 610 може се доћи на излет у шуму Бојчин, спортски центар у Сурчину, пецати на Бечменској бари, купати се на Тарзан плажи у Прогару, а преспавати у Наутичком селу у Бољевцима.
Слава општине је 24. новембар дан Светог Стефана Дечанског чудотворца.

## Насељена места
Градска општина Сурчин се састоји из 7 насеља од којих су два градска (Добановци и Сурчин).
| Насељено место         | Број становника | Број становника | Промена (%) |
| Насељено место         | Попис 2011.     | Попис 2022.     | Промена (%) |
| ---------------------- | --------------- | --------------- | ----------- |
| Бечмен                 | 3.785           | 4.006           | +5,84%      |
| Бољевци                | 4.094           | 3.781           | -7,65%      |
| Добановци              | 8.503           | 7.705           | -9,38%      |
| Јаково                 | 6.393           | 6.534           | +2,21%      |
| Петровчић              | 1.394           | 1.437           | +3,08%      |
| Прогар                 | 1.445           | 1.387           | -4,01%      |
| Сурчин                 | 18.205          | 20.602          | +13,17%     |
| Градска општина Сурчин | 43.819          | 45.452          | +3,73%      |

Друга насеља која припадају неком од горенаведених насељених места су:
- Бојчин
- Врбас
- Насеље Кључ
- Нови Сурчин
- Орешац
- Радиофар

## Демографија
Према последњем попису из 2022. на територији градске општине живело је 45.452 становника. Већину становништва чинили су Срби (85,35%), а од мањина највише је било Рома (2,55%) и Словака (2,15%).
| Етнички састав према попису из 2022.‍ | Етнички састав према попису из 2022.‍ | Етнички састав према попису из 2022.‍ | Етнички састав према попису из 2022.‍ | Етнички састав према попису из 2022.‍ |
| ------------------------------------ | ------------------------------------ | ------------------------------------ | ------------------------------------ | ------------------------------------ |
|                                      |                                      |                                      |                                      |                                      |
| Срби                                 | Срби                                 |                                      | 38.795                               | 85,35%                               |
| Роми                                 | Роми                                 |                                      | 1.157                                | 2,55%                                |
| Словаци                              | Словаци                              |                                      | 976                                  | 2,15%                                |
| Хрвати                               | Хрвати                               |                                      | 270                                  | 0,59%                                |
| Муслимани                            | Муслимани                            |                                      | 194                                  | 0,43%                                |
| Југословени                          | Југословени                          |                                      | 134                                  | 0,29%                                |
| Македонци                            | Македонци                            |                                      | 57                                   | 0,13%                                |
| Црногорци                            | Црногорци                            |                                      | 54                                   | 0,12%                                |
| Албанци                              | Албанци                              |                                      | 52                                   | 0,11%                                |
| Мађари                               | Мађари                               |                                      | 38                                   | 0,08%                                |
| Горанци                              | Горанци                              |                                      | 36                                   | 0,08%                                |
| Остали                               | Остали                               |                                      | 444                                  | 0,98%                                |
| Регионално                           | Регионално                           |                                      | 43                                   | 0,09%                                |
| Неизјашњени                          | Неизјашњени                          |                                      | 643                                  | 1,41%                                |
| Непознато                            | Непознато                            |                                      | 2.559                                | 5,63%                                |

Сва насељена места у општини имају српско већинско становништво. У Бољевцима је присутан значајан број Словака.